# Бойківська Радянська республіка
Бойківська радянська республіка — утворена у серпні 1920 року під час збройного повстання на Прикарпатті. 

## Історія
Повстання готувала Комуністична партія Східної Галичини серед вояків Української Галицької армії, інтернованих у Чехословацьку республіку (у Німецьким Яблоннім, Кошицях і на Закарпатті). Його початок КПСГ координувала з керівництвом Червоної армії та Галицьким революційним комітетом.
Збройний виступ у Сколівському повіті (нині територія Львівської області) розпочав загін вояків УГА на чолі з Ф. Бекешем, що прибув із Закарпаття. До нього приєдналися лісоруби та селяни. 21 серпня верховинці роззброїли польську прикордонну заставу в с. Опорець (нині Сколівського району Львівської області). На майдані Ф. Бекеш зачитав листівку «За що б'ються більшовики» та проголосив Бойківську радянську республіку.
22 серпня повстанці вигнали польських прикордонників із с. Лавочне (нині теж у Сколівському районі) та обрали ревком на чолі з Бекешем. 23 серпня залізницею загін дістався до сіл Тухля і Гребені (обидва нині в Сколівському р-ні). Під с. Славське повстанці розгромили польське військове з'єднання, намагалися захопити м. Стрий та приєднатися до 8-ї кавалерійської дивізії В. Примакова.
У зв'язку з відступом Червоної армії 26 серпня повстанці під тиском польських військ повернулися до Бескидського прикордонного тунелю, перейшли на Закарпаття, де й були інтерновані чехословацькою владою.